# Глен Сібрук
Глен Сібрук (англ. Glen Seabrooke, нар. 11 вересня 1967, Пітерборо) — колишній канадський хокеїст, що грав на позиції центрального нападника.

## Ігрова кар'єра
Професійну хокейну кар'єру розпочав 1986 року.
1985 року був обраний на драфті НХЛ під 21-м загальним номером командою «Філадельфія Флаєрс». 
Усю професійну клубну ігрову кар'єру, що тривала 4 роки, провів захищаючи кольори команди «Філадельфія Флаєрс».

## Статистика
| Сезон        | Клуб                 | Ліга         | Регулярний сезон | Регулярний сезон | Регулярний сезон | Регулярний сезон | Регулярний сезон | Плей-оф | Плей-оф | Плей-оф | Плей-оф | Плей-оф |
| Сезон        | Клуб                 | Ліга         | І                | Г                | П                | О                | ШХ               | І       | Г       | П       | О       | ШХ      |
| ------------ | -------------------- | ------------ | ---------------- | ---------------- | ---------------- | ---------------- | ---------------- | ------- | ------- | ------- | ------- | ------- |
| 1982-83      | Пітерборо            | ОХА          | 36               | 9                | 17               | 26               | 30               | -       | -       | -       | -       | -       |
| 1983-84      | Пітерборо            | ОН           | 29               | 36               | 31               | 67               | 31               | -       | -       | -       | -       | -       |
| 1983-84      | Пітерборо            | ОН           | 5                | 3                | 2                | 5                | 4                | -       | -       | -       | -       | -       |
| 1984-85      | «Пітерборо Пітс»     | ОХЛ          | 45               | 21               | 13               | 34               | 49               | 16      | 3       | 5       | 8       | 4       |
| 1985-86      | «Пітерборо Пітс»     | ОХЛ          | 19               | 8                | 12               | 20               | 33               | 14      | 9       | 7       | 16      | 14      |
| 1986-87      | «Пітерборо Пітс»     | ОХЛ          | 48               | 30               | 39               | 69               | 29               | 4       | 3       | 3       | 6       | 6       |
| 1986-87      | «Філадельфія Флаєрс» | НХЛ          | 10               | 1                | 4                | 5                | 2                | -       | -       | -       | -       | -       |
| 1987-88      | «Герші Берс»         | АХЛ          | 73               | 32               | 46               | 78               | 39               | 7       | 4       | 5       | 9       | 2       |
| 1987-88      | «Філадельфія Флаєрс» | НХЛ          | 6                | 0                | 1                | 1                | 2                | -       | -       | -       | -       | -       |
| 1988-89      | «Герші Берс»         | АХЛ          | 51               | 23               | 15               | 38               | 19               | -       | -       | -       | -       | -       |
| 1988-89      | «Філадельфія Флаєрс» | НХЛ          | 3                | 0                | 1                | 1                | 4                | -       | -       | -       | -       | -       |
| Усього в НХЛ | Усього в НХЛ         | Усього в НХЛ | 19               | 1                | 6                | 7                | 4                | -       | -       | -       | -       | -       |